# سحيم غرزي
سحيم غرزي (الاسم العلمي:Sehima ischaemoides) هو نوع من النباتات يتبع جنس السحيم من الفصيلة النجيلية.